# 与世隔绝
《与世隔绝》是王祖贤的首张个人国语音乐专辑，由上华唱片於1998年3月1日发行。

## 说明
- 这张专辑是王祖贤经过多年审慎计划后才进行制作的作品，其中收录的歌曲均为制作人齐秦专门为王祖贤精心打造的动听乐曲，在齐秦的全程监督下打破了国语专辑一贯的抒情乐曲的风格，展示了各种不同风格的曲调，既有凄美哀绝、风格诡异的曲调，也有扣人心弦、旋律悠扬而浪漫的曲调。
- 专辑的主打曲《与世隔绝》还特别制作了MV录影带，其MV是由王祖贤本人亲自导演的，拍摄的地点是在山区和海边。

## 收錄曲
| 曲序 | 曲目           |               | 作曲   | 编曲   | 时长 |
| ---- | -------------- | ------------- | ------ | ------ | ---- |
| 1.   | 小倩           | 王祖贤        | 黄怡   | 涂惠元 | 4:25 |
| 2.   | 与世隔绝       | 许常德        | 熊天平 | 涂惠元 | 5:11 |
| 3.   | 爱上你就失去你 | 李格悌        | 齐秦   | 江建民 | 5:21 |
| 4.   | 风言疯语       | 王祖贤        | 袁惟仁 | 江建民 | 3:52 |
| 5.   | 你是雾我是酒馆 | 李格悌        | 齐秦   | 江建民 | 4:52 |
| 6.   | 不敢想         | 唐玉璇        | 梁伟丰 | 涂惠元 | 4:39 |
| 7.   | 甘心           | 熊天平        | 熊天平 | 江建民 | 4:23 |
| 8.   | 声声慢         | 李清照        | 熊天平 | 涂惠元 | 5:12 |
| 9.   | 我的加法       | 许常德        | 薛忠铭 | 江建民 | 5:21 |
| 10.  | 君             | 卜算子·李之仪 | 郭子   | 涂惠元 | 4:00 |